# Kaifeng

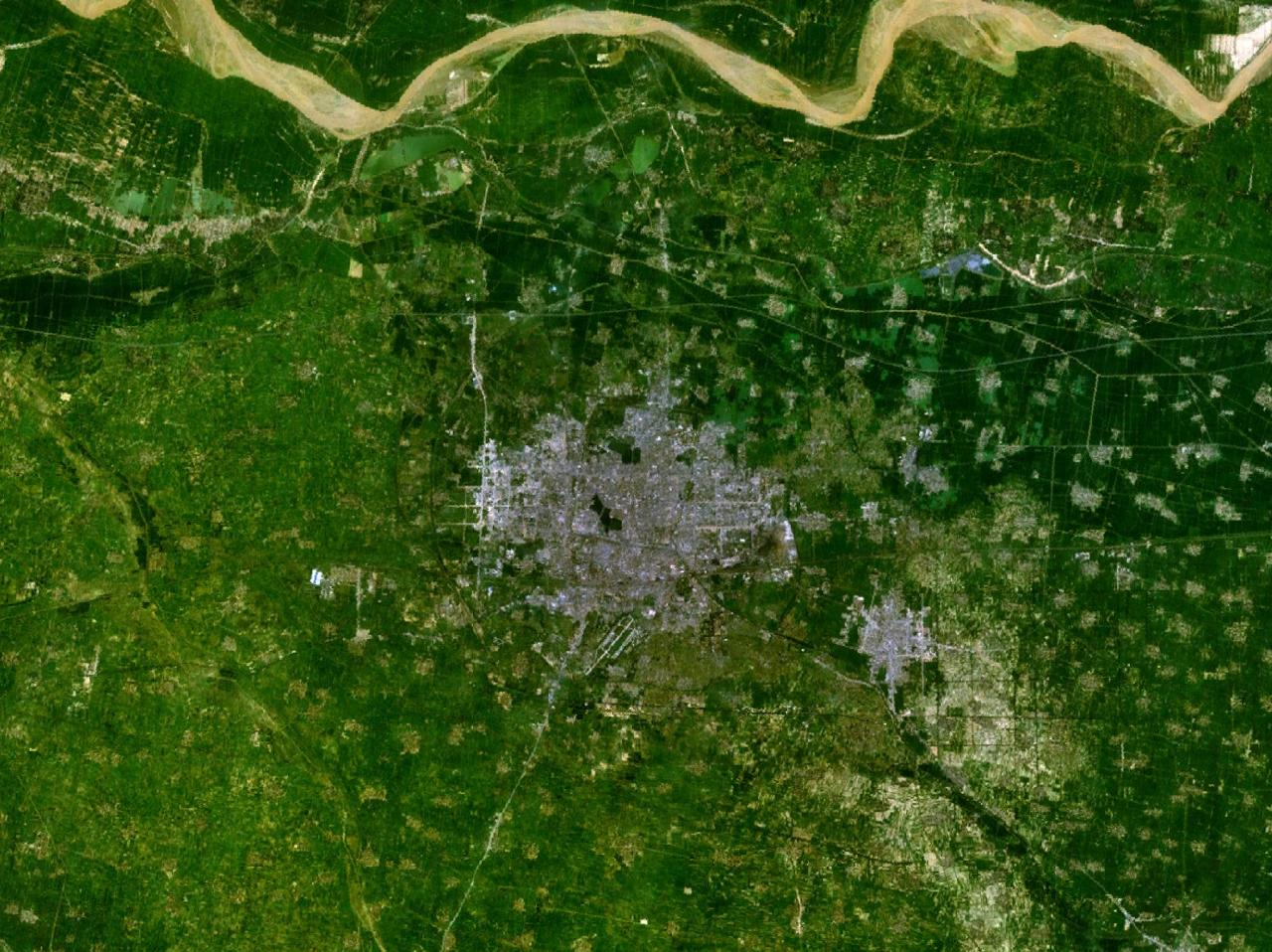
Satellitenfoto von Kaifeng

Kaifeng (chinesisch 開封市 / 开封市, Pinyin Kāifēng Shì) ist eine bezirksfreie Stadt in der chinesischen Provinz Henan. Ihr Verwaltungsgebiet hat eine Fläche von 6.246 km² und 4.824.016 Einwohner (Zensus 2020). Im eigentlichen städtischen Siedlungsgebiet von Kaifeng leben 1.193.802 Menschen (Zensus 2020). Kaifeng liegt am Gelben Fluss. Die Entfernung zu Zhengzhou, der Hauptstadt der Provinz, beträgt etwa 70 Kilometer. Kaifeng ist eine der alten Hauptstädte in der Geschichte Chinas.

## Administrative Gliederung
Auf Kreisebene setzt sich Kaifeng aus fünf Stadtbezirken und vier Kreisen zusammen. Diese sind (Stand: 2018):
- Stadtbezirk Gulou (鼓楼区), 58 km², 157.000 Einwohner, Zentrum, Sitz der Stadtregierung;
- Stadtbezirk Longting (龙亭区), 344 km², 436.000 Einwohner;
- Stadtbezirk Shunhe der Hui (顺河回族区 = "Muslimviertel"), 88 km², 249.900 Einwohner;
- Stadtbezirk Xiangfu (祥符区), 1.302 km², 667.800 Einwohner, Hauptort: Großgemeinde Chengguan (城关镇);
- Stadtbezirk Yuwangtai (禹王台区), 56 km², 141.300 Einwohner;
- Kreis Qi (杞县), 1.258 km², 895.600 Einwohner, Hauptort: Großgemeinde Chengguan (城关镇);
- Kreis Tongxu (通许县), 767 km², 518.400 Einwohner, Hauptort: Großgemeinde Chengguan (城关镇);
- Kreis Weishi (尉氏县), 1.257 km², 851.000 Einwohner, Hauptort: Großgemeinde Chengguan (城关镇);
- Kreis Lankao (兰考县), 1.116 km², 647.900 Einwohner, Hauptort: Großgemeinde Chengguan (城关镇).

## Geschichte
Im Jahr 364 v. Chr. wählten die Herrscher des Wei-Staates die Gegend, um ihre Hauptstadt unter dem Namen Daliang (大梁,  Dà liáng – „Großbrück“) zu gründen. Nach dem Untergang des Staates wurde die Stadt jedoch aufgegeben.
Im Jahr 781 n. Chr. wurde unter der Tang-Dynastie eine neue Stadt mit dem Namen Bian (汴(梁),  Biàn(liáng) – „Bian(fluss)-Brücke“) gegründet. Die Stadt wurde unter der Song-Dynastie erweitert. Andere Bezeichnungen sind: 汴州,  Biàn zhōu und 東京 Dōng jīng – „Ost-Hauptstadt“
Während der Song-Dynastie war Kaifeng bis 1126 Hauptstadt des Reiches, ebenso noch einmal 1214–1234 unter der Jin-Dynastie. Die Bevölkerungszahlen können nur geschätzt werden, daher schwanken die Angaben zwischen 400.000 und 700.000 Einwohnern. Die Bevölkerung wurde später mehrfach durch Typhusepidemien dezimiert. Aus der Song-Zeit stammt die im Jahr 1049 errichtete Youguo-Tempel-Pagode (Youguo si ta), die heute als Eisen-Pagode (tieta) bekannt ist. Sie ist 54 Meter hoch und hat viele Kriege und Überschwemmungen überdauert. Sie ist das älteste Gebäude der Stadt. Eine andere Pagode, Bo Ta (繁塔) aus dem Jahr 974, ist teilweise zerstört.
Seit dem 9. Jahrhundert, besonders aber seit der Hauptstadtzeit, siedelten sich in Kaifeng arabische Kaufleute an, die mit Chinesen zum Volk der muslimischen Hui-Chinesen verschmolzen, welches noch heute einen autonomen Stadtbezirk bewohnt. Seit dem 12. Jahrhundert ist in Kaifeng eine jüdische Gemeinde nachweisbar, die aber bis zum 19. Jahrhundert durch ethnische Vermischung und Assimilation weitgehend in der chinesischen Bevölkerungsmehrheit aufging. Ihre Mitglieder kamen ursprünglich aus Persien über die Seidenstraße nach China.
Im Jahr 1642 wurde Kaifeng durch die Ming-Armee überschwemmt. Sie benutzte das Wasser des Gelben Flusses, um zu vermeiden, dass die Truppen des Bauernführers Li Zicheng die Stadt übernehmen konnten. Kaifeng wurde unter Kaiser Kangxi nach 1662 neu aufgebaut, jedoch im Jahr 1841 wieder überschwemmt. Von 1843 an wurde die Stadt neu erbaut.

## Verkehr
Die Longhai-Bahn verbindet Kaifeng seit 1909 mit Luoyang, inzwischen bis Lanzhou und Lianyungang.

## Städtepartnerschaften
Kaifeng unterhält Städtepartnerschaften mit fünf Städten:
| Stadt               | Land                       | seit |
| ------------------- | -------------------------- | ---- |
| Omsk                | Russland                   | 2007 |
| Toda                | Japan                      | 1984 |
| Wichita             | Vereinigte Staaten, Kansas | 1985 |
| Wingecarribee Shire | Australien                 | 2007 |
| Yeongcheon          | Gyeongsangbuk, Südkorea    | 2005 |

## Sonstiges

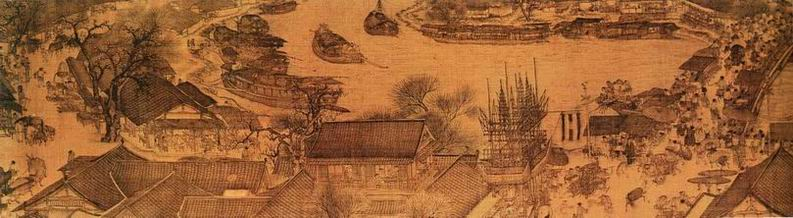
Qingming shang he tu 清明上河图 von Zhang Zeduan (Ausschnitt)

Kaifeng (damals: Bianliang) wird auf der berühmten Qingming-Rolle (Qingming shanghe tu 清明上河图) von Zhang Zeduan dargestellt.
In Kaifeng lebt heute eine der größten jüdischen Gemeinschaften Chinas.

## Söhne und Töchter der Stadt
- Song Shenzong (1048–1085), Kaiser der (Nördlichen) Song-Dynastie
- Bo Yang (1920–2008), Kulturkritiker und Autor
- Zhang Daqing (* 1969), Amateurastronom